# Titus Hjelm
Titus Hjelm é um académico e músico (baixista) finlandês. Como músico, actualmente integra a banda Thunderstone.

## Academia
Hjelm é doutor em teologia e palestrante de sociedade e cultura finlandesa na School of Slavonic and East European Studies, uma parte da University College London (UCL), onde ele leciona em cursos de cultura, ciência social e literatura. Ele estudou religião, história e sociologia comparadas na Universidade de Helsinque e escreveu diversos livros a respeito das perspectivas da cultura popular e atitudes sociais acerca da religião.

## Obra

### Discografia

#### Thunderstone
- Thunderstone (2002)
- The Burning (2004)
- Tools of Destruction (2005)
- Evolution 4.0 (2007)